# Universidad de Aix-Marsella
La  Universidad de Aix-Marsella (en francés: Aix-Marseille Université) es la universidad pública de las ciudades de Aix-en-Provence y Marsella en el sur de Francia. Bajo esa denominación quedan comprendidas las tres universidades que se crearon a partir de aquella, y que gracias a su proximidad trabajan de manera estrecha.
Se fundó en 1409 y se disolvió en 1791 como resultado de la Revolución francesa. Sus facultades e institutos sobrevivieron como instituciones independientes y gracias a la ley Loi Faure, se unieron de nuevo todas las instalaciones en 1968, tras una reforma educativa aprobada por el gobierno francés, para en los años sucesivos, y hasta 1973, dar lugar a tres universidades. La facultad de medicina se alojó durante mucho tiempo en el Palais du Pharo.
Las tres universidades resultantes de la antigua Universidad de Aix y de Marsella son:
- Universidad de Provenza Aix-Marsella I
- Universidad del Mediterráneo Aix-Marseille II
- Universidad Paul Cézanne Aix-Marseille III

## Historia

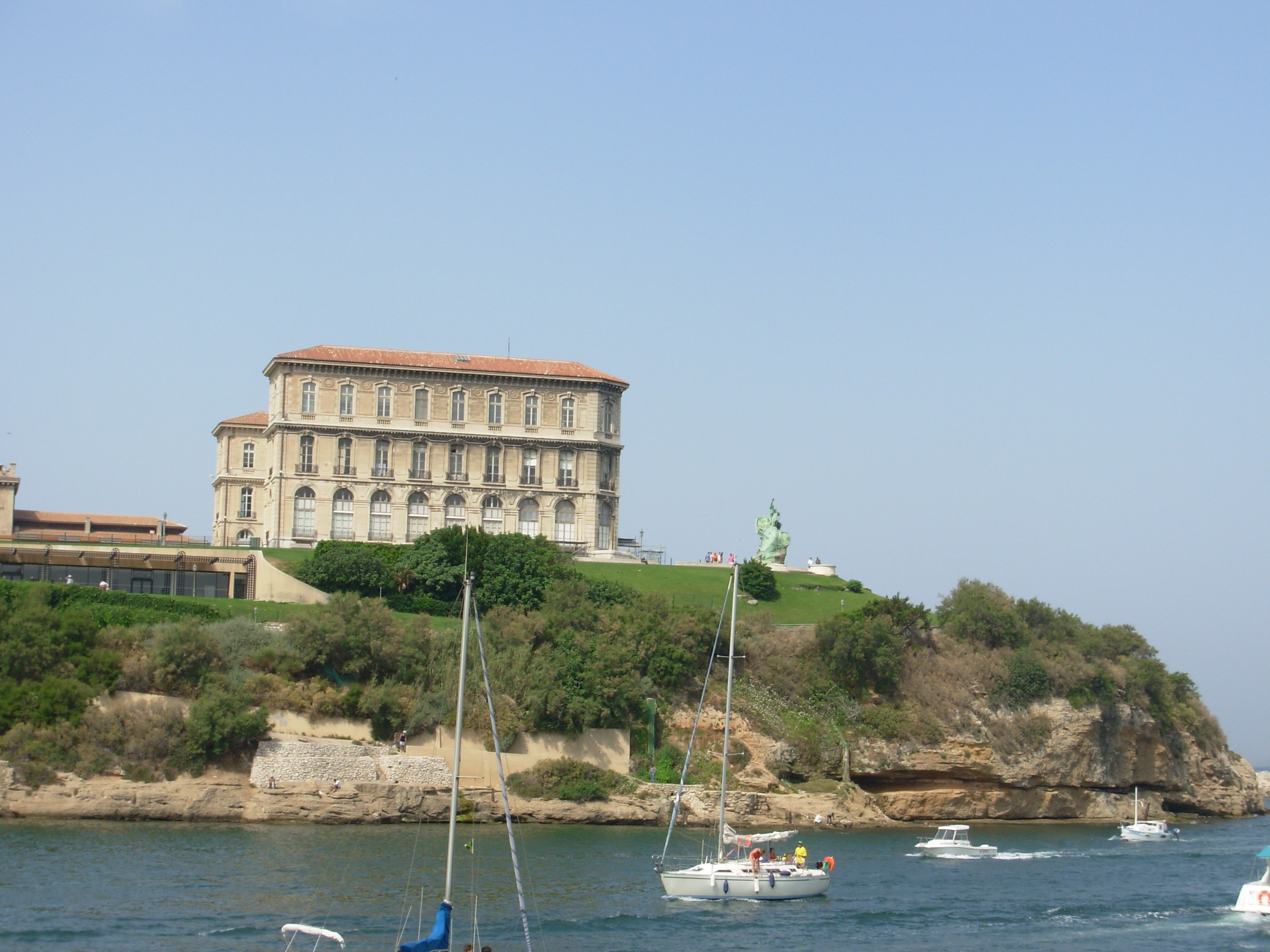
El Palais du Pharo

La universidad la fundó Luis II de Nápoles, duque de la Provenza en 1409. La universidad fue disuelta en 1791 – como todas las demás en el país – y todas las facultades e institutos repartidos por toda la ciudad se convirtieren en instalaciones independientes. El 21 de abril de 1881 la escuela de medicina se trasladó al Palais du Pharo por decisión de las autoridades locales.
En 1969 se fundaron dos nuevas universidades y en 1973 la tercera, de forma que son 3 las universidades que llevan el nombre Aix-Marseille. Desde 2004 las 3 universidades han reforzado sus lazos para ofrecer a sus 70.000 estudiantes totales una estrategia común así como sinergias para desarrollar su oferta académica. A partir de 2012 volvió a formarse bajo el nombre de Universidad de Aix-Marsella dando así lugar a la universidad francófona más grande del mundo.